# 环西自行车赛
环西自行车赛（西班牙語：Vuelta a España），是一项在西班牙举办的公路自行车比赛，为三大自行车赛之一。环西自行车赛为期3周。
环西自行车赛首次举办于1935年，主要是受到環法自行車賽、環義自行車賽啟發。中途因西班牙內戰、二次大戰而中斷，直至1955年，才成为年度赛事。迄今为止，西班牙车手赢得了31个总冠军，法国车手获得9次冠军。

## 選手紀錄
- 拿下最多次總冠軍：罗贝托·埃拉斯（Roberto Heras）, 4次(2000, 2003, 2004, 2005)
- 拿下最多次總冠軍：普里莫日·羅格里奇（Primož Roglič）, 4次(2019, 2020, 2021, 2024)
- 拿下最多次分站冠軍：德里奥·罗德里格斯（Delio Rodríguez）, 39次
- 當屆拿下最多次分站冠軍：弗雷迪·梅騰斯（Freddy Maertens）, 1977年拿下13站

## 賽事紀錄
- 最多選手參加：2002年207人
- 最少選手參加：1941年32人
- 最快均速： 2001年, 42.534公里/小時
- 最慢均速：1941年, 26.262公里/小時
- 總里程最長：1941年, 4,442公里
- 總里程最短：1963年, 2,419公里